# Bildformat (film)
Bildformaten är ett förhållande mellan bildens bredd och höjd, där höjden i filmsammanhang alltid sätts till 1. Det finns ett stort antal bildformat för att visa film på bio, medan det för TV finns två format, 4:3 (motsvarar 1.33:1) och 16:9 (motsvarar 1.78:1); det senare formatet används även för inspelning av HD-video.

## Bildformat

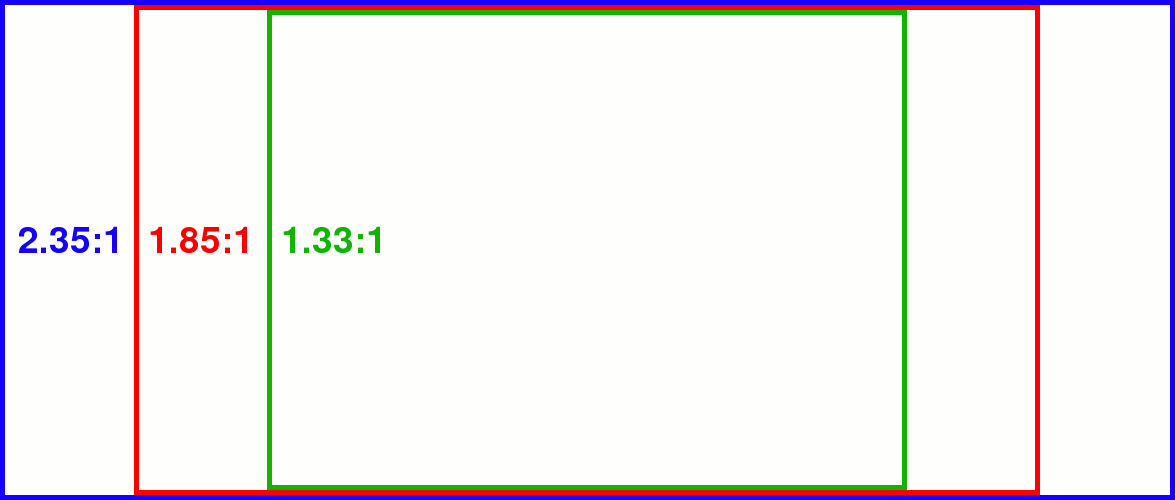
Den inre gröna är det format som används på TV och i filmer gjorda före 1952. De två andra visar vanliga bildformat i filmer producerade efter 1952.

- 1.25:1: Vanligen 5:4. Formatet var populärt bland datorskärmar i större format, främst masstillverkade 17" och 19" LCD-paneler eller 19" och 21" CRT-skärmar, med 1280x1024 (SXGA) eller liknande upplösningar. Formatet är ett av få använda bildformat smalare än 4:3. Det har framförallt använts i affärsvärlden (CAD, DTP) snarare än underhållningsbranschen. 5:4 var det ursprungliga formatet för tidiga TV-sändningar med 405 linjer.

- 1.33:1 Vanligen 4:3. Det vanligaste stumfilmsformatet för 35 mm film.

- 1.37:1 Normalbild (NB), Academy Aperture. Ersatte stumfilmsformatet för 35 mm 1932. Det dominerande formatet fram till 1950-talet och anledningen till att de första TV-apparaterna blev som de blev, motsvarar 4:3. Kallas ofta felaktigt för 1.33:1.

- 1.43:1 IMAX, 1970, filmremsan går horisontellt vid inspelning och projicering.

- 1.53:1 Demeny-Gaumont, Frankrike 1896, 60 mm.

- 1.66:1 Vidfilm (VF) Tillsammans med 1.75 det vanligaste vidfilmsformatet i europeisk film - 1) Metroscope 70, MGM, 70 mm uppblåst från 35 mm - 2) Veriscope, 1897, 63 mm - VistaVision, 1954-1961, inspelas med filmen horisontellt, visningskopia kan variera från 1.66 till 1.96

- 1.73:1 Natural Vision, George K Spoor, P John Berggren, 1926-30

- 1.75:1 Vidfilm (VF) Tillsammans med 1.66 det vanligaste vidfilmsformatet i europeisk film - Metroscope 70, MGM, 70 mm uppblåst från 35 mm.

- 1.85:1 Vidfilm (VF) Det vanligaste vidfilmsformatet i amerikansk film - Super VistaVision, 70 mm uppblåst från 35 mm VistaVision

- 2.05:1 Magnifilm eller Wide Film 65 mm The bat whispers 1930.

- 2:1 1) Dimension 150, 70 mm - 2) Warner 1930, 65 mm

- 2.13:1 Fox Grandeur, 70 mm, Fox Film Corp 1929-30

- 2.18:1 Magnafilm, 1929, 56 mm

- 2.21:1 1) ARRI 765, 70 mm, Little Buddha 1993 av Bertolucci - 2) Cinestage En tillfällig process i mitten av 1950-talet för att förvandla Todd-AO 70 mm till 35 mm - 3) DEFA 70 70 mm Östtyskland - 4) Panavision Super 70, 1991 - 5) Showscan, Douglas Trumbull, 1984, 70 mm, 60 bilder/s - 6) Sovscope 70, 1958, 70 mm - 7) Super Panavision 70, 1960-1992 - 8) SuperPanorama, Västtyskland 1960-1970-talen - 9) Super Technirama, Technicolor, England. En kopieringsprocess - 10) Todd-AO, Michael Todd 1954, den första 70 mm-processen på 50-talet.

- 2.35:1 1) CinemaScope (CS), 20th Century Fox. Efter två bredare format blev detta slutligen standard - 2) Techniscope, Technicolor, Italien 1962

- 2.39:1 Bildskillnadsstrecket (den linje som åtskiljer två bilder på filmremsan) vidgades något 1971 för att förhindra bildspill vid visning av Scope-filmer.

- 2.52:1 Panoramico Alberini, Fileteo Alberini, Italien 1914.

- 2.55:1 CinemaScope, 20th Century Fox. Eftersom få biografer kunde visa magnetkopior reducerades bildbredden för att även få plats med ett optiskt spår, mag-op. Senare blev 2.35:1 standard.

- 2.6:1 Cinemiracle, National Theatres Group. Filmen spelas in med tre kameror och projiceras med tre 35 mm-projektorer.

- 2.6:1 Cinerama, Fred Waller. Filmen spelas in med tre kameror och projiceras med tre 35 mm-projektorer.

- 2.64:1 Wonderama ARC 120, 1960-1964.

- 2.66:1 CinemaScope, 20th Century Fox. Det ursprungliga formatet med magnetljud och 30 bilder/s

- 2.76:1 1) MGM Camera 65. 2) Ultra Panavision 70

- 3:1 Vistamorph, Vistatech, England gör experiment i det här formatet. En testfilm spelades in 2000.